# No Stone Unturned (2017)
No Stone Unturned ist ein Dokumentarfilm von Alex Gibney, der am 30. September 2017 im Rahmen des New York Film Festivals seine Premiere feierte. Der Film versucht die Umstände zu erklären, unter denen es 1994 in Loughinisland in Nordirland zu einem Massaker kam, wie dieses vertuscht wurde und beschäftigt sich mit den Familien der Opfer, die seit mehr als 20 Jahren nach Antworten suchen.

## Handlung
1994 in dem kleinen Dorf Loughlinisland im County Down 21 Meilen südlich von Belfast in Nordirland. In der Nacht vom 18. Juni stürmen
zwei Schützen mit Sturmgewehren in eine Bar, während des Weltmeisterschaftsspiels ihrer Fußballnationalmannschaft gegen Italien eine Bar und richten dort ein Massaker an. Sie eröffnen das Feuer und töten sechs Männer, allesamt Katholiken.
20 Jahre nach dem Vorfall suchen Familien der Opfer nach Antworten. Zwar wurde schnell festgestellt, dass die Schützen Mitglieder der Ulster Volunteer Force waren, einer paramilitärischen Gruppe, die als das loyalistische Äquivalent der IRA bezeichnet werden können, doch trotz langen Ermittlungen durch die Polizei und vielen verwirrenden Spuren, konnte keiner der Täter gefunden werden.

## Historischer Hintergrund

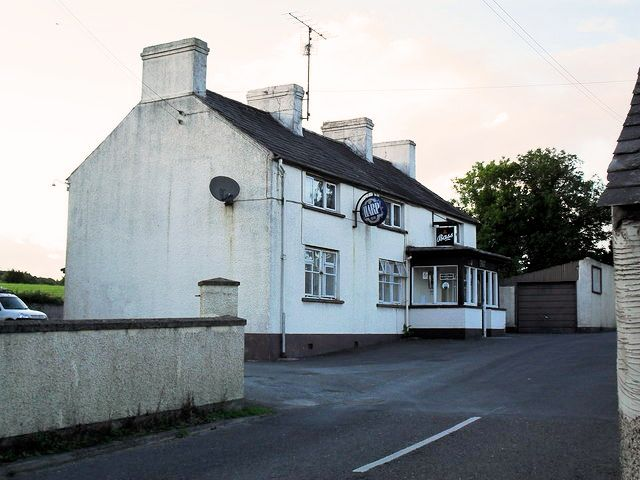
Das Pub in Loughlinisland im Jahr 2009, in dem es 15 Jahre zuvor zu einem Massaker kam

Die Nachricht ging 1994 um die Welt, als es im irischen Loughlinisland zu einem Massaker kam. Irland hatte sich für die Fußballweltmeisterschaft qualifiziert und das Spiel ihrer Mannschaft gegen Italien war in vollem Gange, als Männer mit Maschinenpistolen die örtliche Heights Bar stürmten, wo man sich getroffen hatte, um das Spiel gemeinsam zu sehen, sechs Menschen töteten und fünf weitere verwundeten. Bei den Getöteten handelte es sich um sechs Katholiken, darunter der 87-jährige Barney Green und sein Neffe.
Die Ulster Volunteer Force behauptete in ihrem Bekennerschreiben, die Männer hätten in dem Pub an einem Treffen der Irisch-Republikanischen Armee (IRA) teilgenommen. O'Toole's Bar wurde von beiden Konfessionsgruppen besucht. Es soll reiner Zufall gewesen sein, dass die sechs Opfer Katholiken waren. Die Tat hat in Nordirland lähmendes Entsetzen ausgelöst, denn Loughinisland war bis dahin vom Krieg verschont geblieben, und zwischen den 200 Dorfbewohner, von denen die Mehrheit katholisch ist, hatte es nie Probleme gegeben. Der stellvertretende Polizeichef von Nordirland, Blair Wallace, sagte, die UVF habe in dem abgelegenen Dorf zugeschlagen, weil Polizei und Armee in Belfast und anderen Brennpunkten der Gewalt in erhöhte Alarmbereitschaft versetzt worden waren.
Die folgenden Ermittlungen der nordirischen Polizei wirkten wie eine Pannenserie. Die Hinterbliebenen sammelten daher gemeinsam mit der Belfaster Menschenrechtsorganisation Relatives for Justice (RFJ, „Angehörige für Gerechtigkeit“) Indizien. Sie schalteten den Polizei-Ombudsman ein, eine Stelle, die nach dem Friedensabkommen von 1998 eingerichtet wurde, um Beschwerden der Bürger gegen die Polizei nachzugehen. Im Jahr 2011 zogen sie gegen den damaligen Ombudsman erfolgreich vor Gericht, als dieser den Bericht seiner Mitarbeiter entschärfte und nur von „Versäumnissen“ niederer Dienststellen sprach. Später hatte der amtierende Polizei-Ombudsman Dr. Michael Maguire einen neuen 157-seitigen Bericht veröffentlicht, der aufdecken soll, dass bis Ende der 1980er Jahre Informanten der Polizei auf höchster Ebene in loyalistischen paramilitärischen Organisationen in den Import von Waffen und Munition nach Nordirland involviert waren und geht damit weit über den Fall des Massakers in Loughinisland hinaus. Bis heute politisch brisant ist die Frage, ob das Massaker absichtlich nicht aufgeklärt wurde, weil staatliche britische und nordirische Stellen mit den Mördern zusammenarbeiteten, ein Vorwurf, den der Bericht bejaht. Nordirische Menschenrechtsorganisationen schätzen, dass insgesamt mindestens 800 Morde pro-britischer paramilitärischer Gruppen von staatlichen britischen Stellen geleitet, unterstützt oder zumindest gedeckt wurden. Die Angehörigen der Getöteten von Loughinisland verlangen eine Entschuldigung der Ministerin. Bis heute wurde niemand für das Verbrechen, das als „World Cup Massaker“ bekannt wurde, zur Rechenschaft gezogen. Als Täter nennt der Film Ronnie Hawthorne, Gorman McMullan und Alan Taylor, die nachts für die UVF aktiv waren und tagsüber als Polizisten und Soldaten der britischen Armee arbeiteten. In einem Entwurf des Ombudsman-Berichts wird Hawthorne als der eigentliche Killer identifiziert, der mit einer Samopal vz. 58-Maschinenpistole geschossen hat.

## Produktion

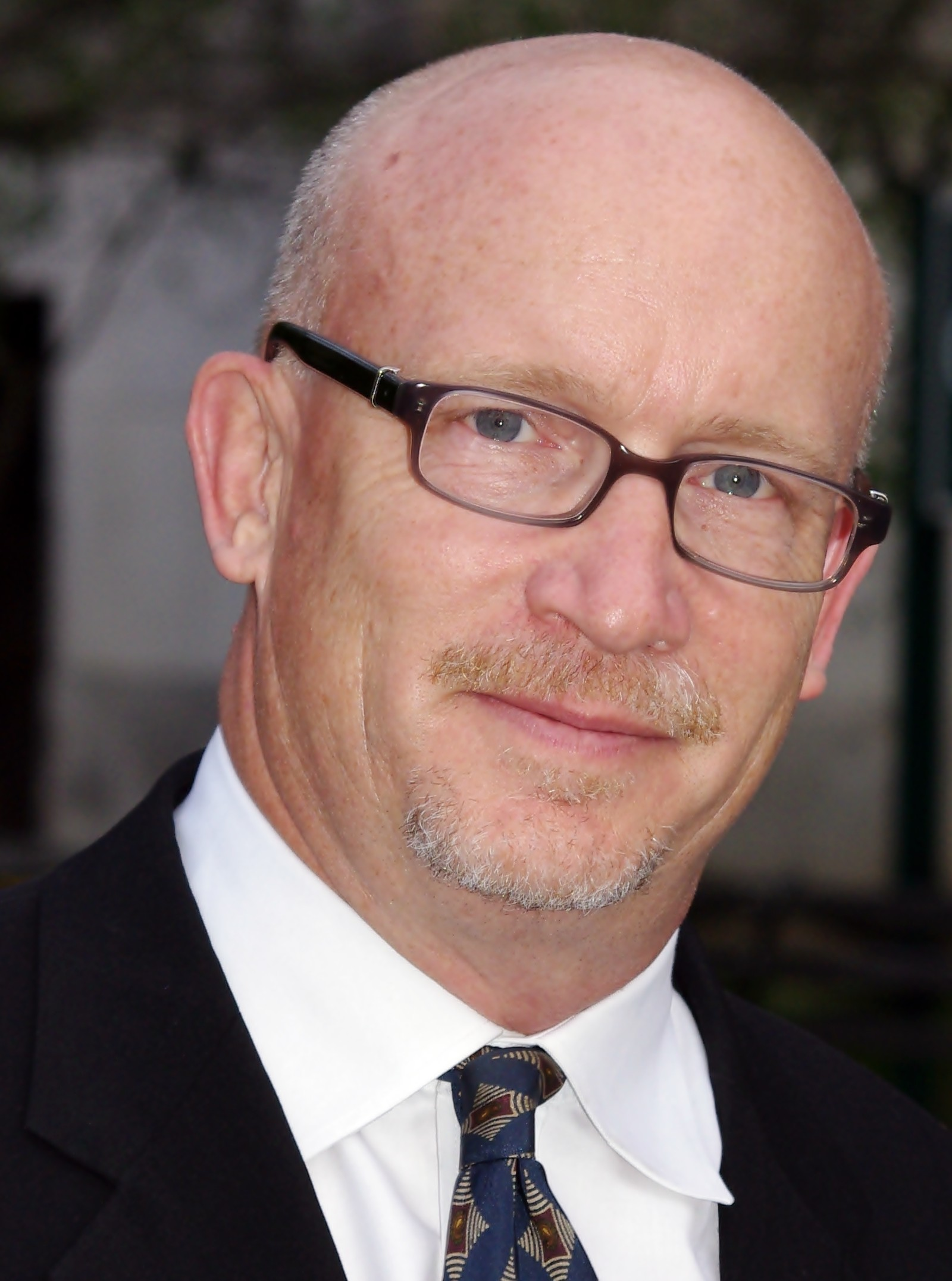
Regie führte Alex Gibney

Regie führte der Dokumentarfilmer Alex Gibney, der 2008 für seinen Film Taxi zur Hölle mit einem Oscar ausgezeichnet wurde. Er konstruierte seinen Film wie eine Kriminalgeschichte, die die Wahrheit über das, was passiert ist, untersucht hat: Wer genau waren die Schützen? Und warum ist das Verbrechen seit Jahren ungelöst? Gibney geht in seinem Film, wie viele andere Beobachter von einer Vertuschung aus, die bis in die höchsten Ebenen der britischen Regierung reicht, wofür er eine Reihe überzeugender Beweise liefert.
Ursprünglich war im April 2017 eine erste Vorstellung des Films beim Tribeca Film Festival geplant, letztlich feierte er am 30. September 2017 im Rahmen des New York Film Festivals seine Premiere.

## Rezeption

### Kritiken
Der Film konnte bislang 80 Prozent der auf Rotten Tomatoes aufgeführten Kritiker überzeugen.
Fionnuala Halligan von Screen International meint, Alex Gibneys Dokumentarfilm über das Massaker im Jahr 1994 sei umfangreich und detailliert und häufig erschreckend. Der Film sei investigativer Journalismus in seiner Bestform, so Halligan.

### Auszeichnungen
The Irish Film & Television Academy Awards 2018
- Nominierung für den George Morrison Feature Documentary Award[10]

Writers Guild of America Awards 2018
- Nominierung für das Beste Drehbuch für einen Dokumentarfilm (Alex Gibney)[11]